# Masters de París 2015
El BNP Paribas Masters 2015 es un torneo de tenis que pertenece a la ATP en la categoría de ATP World Tour Masters 1000. Se disputó del 31 de octubre al 8 de noviembre de 2015 en París, Francia sobre canchas duras.

## Puntos

### Distribución de puntos
| Etapa                        | Individuales | Dobles |
| ---------------------------- | ------------ | ------ |
| Campeón                      | 1000         | 1000   |
| Finalista                    | 600          | 600    |
| Semifinalista                | 360          | 360    |
| Cuartos de final             | 180          | 180    |
| Tercera ronda                | 90           | 90     |
| Segunda ronda                | 45           | 0      |
| Primera ronda                | 10           | -      |
| Clasificado                  | 25           | -      |
| Ronda final de clasificación | 14           | -      |

## Cabezas de serie
Los cabezas de serie estuvieron basados en el ranking del 26 de octubre de 2015:

### Individual Masculino
| Semb. | Rk. | Jugador            | Puntos Antes | Puntos a Defender | Puntos Ganados | Puntos Después | Actuación en el Torneo                             |
| ----- | --- | ------------------ | ------------ | ----------------- | -------------- | -------------- | -------------------------------------------------- |
| 1     | 1   | Novak Djokovic     | 15,785       | 1000              | 1000           | 15,785         | Final, venció a Andy Murray [2]                    |
| 2     | 2   | Andy Murray        | 8,070        | 180               | 600            | 8,490          | Final, perdió ante Novak Djokovic [1]              |
| 3     | 3   | Roger Federer      | 8,250        | 180               | 90             | 8,160          | Tercera ronda, perdió ante John Isner [13]         |
| 4     | 4   | Stan Wawrinka      | 6,585        | 90                | 360            | 6,855          | Semifinales perdió ante Novak Djokovic [1]         |
| 5     | 5   | Tomáš Berdych      | 4,730        | 360               | 180            | 4,550          | Cuartos de final perdió ante Novak Djokovic [1]    |
| 6     | 6   | Kei Nishikori      | 4,440        | 360               | 90             | 4,170          | Tercera ronda, se retiró ante Richard Gasquet [10] |
| 7     | 7   | Rafael Nadal       | 4,630        | 0                 | 180            | 4,810          | Cuartos de final perdió ante Stan Wawrinka [4]     |
| 8     | 8   | David Ferrer       | 3,945        | 180               | 180            | 3,945          | Semifinales perdió ante Andy Murray [2]            |
| 9     | 10  | Jo-Wilfried Tsonga | 2,545        | 90                | 90             | 2,545          | Tercera ronda, perdió ante Tomáš Berdych [5]       |
| 10    | 11  | Richard Gasquet    | 2,715        | 45                | 180            | 2,815          | Cuartos de final, perdió ante Andy Murray [2]      |
| 11    | 12  | Kevin Anderson     | 2,475        | 180               | 90             | 2,385          | Tercera ronda, perdió ante Rafael Nadal [7]        |
| 12    | 13  | Marin Čilić        | 2,485        | 0                 | 10             | 2,495          | Segunda ronda, perdió ante Grigor Dimitrov         |
| 13    | 14  | John Isner         | 2,360        | 10                | 180            | 2,530          | Cuartos de final perdió ante David Ferrer [8]      |
| 14    | 15  | Gilles Simon       | 2,100        | 10                | 90             | 2,180          | Tercera ronda, perdió ante Novak Djokovic [1]      |
| 15    | 16  | Feliciano López    | 1,725        | 90                | 10             | 1,645          | Segunda ronda, perdió ante Viktor Troicki          |
| 16    | 17  | David Goffin       | 1,760        | 45                | 90             | 1,805          | Tercera ronda, perdió ante Andy Murray [2]         |

### Dobles masculino
| Tenista                             | Ranking | Preclasificado |
| Bob Bryan Mike Bryan                | 2       | 1              |
| Ivan Dodig Marcelo Melo             | 9       | 2              |
| Jean-Julien Rojer Horia Tecău       | 9       | 3              |
| Jamie Murray John Peers             | 15      | 4              |
| Pierre-Hugues Herbert Nicolas Mahut | 21      | 5              |
| Simone Bolelli Fabio Fognini        | 21      | 6              |
| Marcin Matkowski Nenad Zimonjić     | 28      | 7              |
| Rohan Bopanna Florin Mergea         | 30      | 8              |

## Campeones

### Individual masculino
Novak Djokovic venció a  Andy Murray por 6-2, 6-4

### Dobles masculino
Ivan Dodig /  Marcelo Melo vencieron a  Vasek Pospisil /  Jack Sock por 2-6, 6-3, [10-5]

## 🔗 externos
- Sitio web oficial (en inglés).

| Predecesor: París 2014    | Masters de París 2015 | Sucesor: París 2016        |
| Predecesor: Shanghái 2015 | ATP Masters 1000 2015 | Sucesor: Indian Wells 2016 |

- Datos: Q19407102